# Knack Roeselare
O Knack Roeselare, é um clube polidesportivo belga  da cidade de Roeselare com destaque de voleibol. 

## Histórico
O clube fundado em 12 de fevereiro de 1963, mas a atividade começou na temporada 1963-64 , comemorou o 50º, recebendo o título Real em abril de 2014. A equipe que foi criada por alguns alunos do quinto ano do Roeselaarse Broederschool com alcunha de "The Jets", da equipe da escola no playground do Mandellaan, The Jets evoluiu para Knack Volley Roeselare, participando de competições nacionais e europeias de vôlei.
E nos últimos trinta e cinco anos disputando a divisão especial nacional desde a temporada 1982-83, um trabalho profissional que rende destaque ao clube desde na década de 90, em sua galeria coleciona títulos nacionais, dez na copa belga e sete na supercopa, com marca de mais de 200 jogos a nível continental, destes um total de cem foram na Liga dos Campeões da Europa, chegando a cinco finais continentais, conquistando a Taça Challenge em 2002, a única obtida por um time nacional.

## Títulos
Liga dos Campeões
 Taça CEV
- Campeão: 2001-02
- Terceiro lugar:1994-95

 Challenge Cup
- Finalista: 1997-98,1998-99

 Campeonato Belga
- Campeão:1988-89, 1999-00, 2004-05, 2005-06, 2006-07, 2009-10, 2012-13, 2013-14, 2014-15, 2015-16,2016-17
- Finalista: 2007-08,2008-09 e 2017-18
- Terceiro lugar:2010-11

 Copa da Bélgica
- Campeão:1988-89, 1989-90, 1993-94, 1999-00, 2004-05, 2005-06, 2010-11, 2012-13, 2015-16, 2016-17,2017-18, 2018-19
- Finalista:2013-14

 Supercopa Belga
- Campeão:2000-01, 2004-05, 2005-06, 2007-08, 2010-11, 2013-14, 2014-15, 2018-19
- Finalista:2011-12, 2015-16, 2016-17